# Bradley Smith
Bradley William Smith (Oxford, 28 novembre 1990) è un pilota motociclistico britannico.

## Carriera
Esordisce nella classe 125 del motomondiale nel 2006, ingaggiato dal team Repsol Honda. Ottiene come miglior risultato un ottavo posto in Giappone e termina la stagione al 19º posto con 20 punti. In questa stagione è costretto a saltare i GP di Repubblica Ceca e Malesia per infortunio.
Nel 2007 rimane nello stesso team, questa volta con compagno di squadra Esteve Rabat. Ottiene un terzo posto in Francia e termina la stagione al 10º posto con 101 punti. In questa stagione è costretto a saltare il GP d'Olanda per le fratture del metacarpo e del metatarso rimediate nelle prove libere del GP. Nel 2008 passa alla guida di una Aprilia RS 125 R, ingaggiato dal team Polaris World, ottenendo tre secondi posti (Francia, San Marino e Malesia), un terzo posto in Spagna e tre pole position (Qatar, Spagna e Cina) e terminando la stagione al 6º posto con 150 punti.
Nel 2009 passa al team Bancaja Aspar; i compagni di squadra sono Sergio Gadea e Julián Simón. Ottiene le sue prime vittorie nel motomondiale (Spagna e Italia), quattro secondi posti (Indianapolis, Australia, Malesia e Comunità Valenciana), tre terzi posti (Olanda, San Marino e Portogallo) e tre pole position (Italia, Gran Bretagna e San Marino) e termina la stagione al 2º posto con 223,5 punti. Nel 2010 rimane nello stesso team, avendo come compagno di squadra Nicolás Terol. Ottiene una vittoria in Comunità Valenciana (che interrompe la striscia di 27 vittorie consecutive di piloti spagnoli), un secondo posto in Catalogna, quattro terzi posti (Gran Bretagna, Aragona, Giappone e Portogallo) e tre pole position (Repubblica Ceca, San Marino e Portogallo) e termina la stagione al 4º posto con 223 punti.
Nel 2011 passa in Moto2, ingaggiato dal team Tech 3 Racing; il compagno di squadra è Mike Di Meglio. Ottiene un secondo posto in Gran Bretagna e due terzi posti (Olanda e Italia) e termina la stagione al 7º posto con 121 punti. In questa stagione è costretto a saltare il Gran Premio della Malesia a causa della frattura della clavicola sinistra rimediata nelle prove libere del GP. Nel 2012 rimane nello stesso team, questa volta con compagno di squadra Xavier Siméon. Ottiene come miglior risultato un quarto posto in Italia e termina la stagione al 9º posto con 112 punti. Nel 2013 passa in MotoGP alla guida di una Yamaha YZR-M1, rimanendo nello stesso team; il compagno di squadra è Cal Crutchlow. Ottiene come miglior risultato tre sesti posti (Catalogna, Germania e Australia) e termina la stagione al 10º posto con 116 punti.
Nel 2014 rimane nello stesso team, con compagno di squadra Pol Espargaró. In questa annata, grazie al terzo posto ottenuto al Gran Premio d'Australia, realizza il primo posizionamento a podio della sua carriera in MotoGP, concludendo la stagione all'8º posto in classifica generale con 121 punti. Nel 2015 rimane nello stesso team. Ottiene un secondo posto nel Gran Premio di San Marino. Chiude la stagione al sesto posto in classifica con 181 punti, portando a termine tutte e 18 le gare in calendario e guadagnando sempre punti. Nella stessa stagione vince la 8 ore di Suzuka, alternandosi con Pol Espargaró e Katsuyuki Nakasuga alla guida della Yamaha YZF-R1.
Nel 2016 disputa la quarta stagione consecutiva in MotoGP con lo stesso team, e ancora con Pol Espargaró come compagno di squadra. Ottiene come miglior risultato un settimo posto in Italia e termina la stagione al 17º posto con 62 punti. In questa stagione è costretto a saltare i Gran Premi di Gran Bretagna, San Marino e Aragona a causa di un infortunio rimediato disputando le prove della 8 ore di Oschersleben.
Nel 2017 passa al team Red Bull KTM Factory Racing alla guida della KTM RC16, con compagno di squadra lo spagnolo Pol Espargaró. Ottiene come miglior risultato due decimi posti (San Marino e Australia) e termina la stagione al 21º posto con 29 punti. Nel 2018 rimane nello stesso team. Ottiene come miglior risultato un ottavo posto in Comunità Valenciana e termina la stagione al 18º posto con 38 punti. Nel 2019 corre nella classe MotoE per il team One Energy Racing ottenendo quattro piazzamenti a podio in sei gare e chiudendo al secondo posto in classifica piloti. Fa anche il collaudatore per l'Aprilia in MotoGP, correndo come wild card in Qatar, Spagna, Catalogna e Aragona. Partecipa inoltre al Gran Premio di Gran Bretagna nella classe Moto2 in sostituzione dell'infortunato Khairul Idham Pawi.
Nel 2020 rimane nello stesso team in MotoE ma viene designato come sostituto di Andrea Iannone, sospeso per doping e in attesa della sentenza del Tribunale Arbitrale dello Sport, sull'Aprilia in MotoGP, correndo fino al  Gran Premio di Teruel. Ha totalizzato 12 punti e un dodicesimo posto nel Gran Premio di Andalusia come miglior risultato. Il 2022 vede Smith impegnato come pilota titolare nella coppa del mondo MotoE con il team RNF Racing e nel mondiale endurance. Proprio in quest'ultimo, alla partenza della 24 ore di le Mans rimane coinvolto in un incidente alla partenza le cui conseguenze non gli permetteranno di gareggiare per buona parte di stagione. In MotoE viene sostituito da Lukas Tulovic e Andrea Mantovani per poi rientrare nella seconda metà di stagione raccogliendo dodici punti. Sempre nel 2022 è chiamato a sostituire l'infortunato Leonardo Taccini in occasione del Gran Premio d'Argentina nel mondiale Supersport, ottiene due punti classificandosi trentatreesimo.

## Risultati in gara

### Motomondiale

#### Classe 125
| 2006 | Classe | Moto  |    |    |     |    |    |    |    |    |    |    |    |    |     |    |   |     |    |  | Punti | Pos. |
| ---- | ------ | ----- | -- | -- | --- | -- | -- | -- | -- | -- | -- | -- | -- | -- | --- | -- | - | --- | -- |  | ----- | ---- |
| 2006 | 125    | Honda | 17 | 22 | Rit | 22 | 21 | 19 | 16 | 16 | 12 | 12 | NE | NP | Inf | 28 | 8 | Rit | 12 |  | 20    | 19º  |

| 2007 | Classe | Moto  |    |    |   |   |   |   |   |   |    |   |    |    |   |    |     |    |   |   | Punti | Pos. |
| ---- | ------ | ----- | -- | -- | - | - | - | - | - | - | -- | - | -- | -- | - | -- | --- | -- | - | - | ----- | ---- |
| 2007 | 125    | Honda | 12 | 26 | 8 | 8 | 3 | 8 | 6 | 7 | NP | 8 | NE | 13 | 8 | 12 | Rit | 16 | 9 | 8 | 101   | 10º  |

| 2008 | Classe | Moto    |    |   |     |     |   |   |    |    |   |   |    |   |   |   |     |     |   |   | Punti | Pos. |
| ---- | ------ | ------- | -- | - | --- | --- | - | - | -- | -- | - | - | -- | - | - | - | --- | --- | - | - | ----- | ---- |
| 2008 | 125    | Aprilia | 16 | 3 | Rit | Rit | 2 | 5 | 14 | 10 | 5 | 4 | NE | 6 | 2 | 8 | Rit | Rit | 2 | 4 | 150   | 6º   |

| 2009 | Classe | Moto    |   |    |   |   |   |   |   |    |     |    |   |   |   |   |   |   |   |  | Punti | Pos. |
| ---- | ------ | ------- | - | -- | - | - | - | - | - | -- | --- | -- | - | - | - | - | - | - | - |  | ----- | ---- |
| 2009 | 125    | Aprilia | 5 | 10 | 1 | 4 | 1 | 8 | 3 | NE | Rit | 20 | 4 | 2 | 3 | 3 | 2 | 2 | 2 |  | 223,5 | 2º   |

| 2010 | Classe | Moto    |   |   |   |   |   |   |   |   |    |   |     |   |   |   |   |   |   |   | Punti | Pos. |
| ---- | ------ | ------- | - | - | - | - | - | - | - | - | -- | - | --- | - | - | - | - | - | - | - | ----- | ---- |
| 2010 | 125    | Aprilia | 8 | 4 | 5 | 4 | 3 | 4 | 2 | 5 | NE | 6 | Rit | 4 | 3 | 3 | 5 | 5 | 3 | 1 | 223   | 4º   |

| Legenda | 1º posto        | 2º posto            | 3º posto            | A punti      | Senza punti        | Grassetto – Pole position Corsivo – Giro più veloce |
| Legenda | Gara non valida | Non qual./Non part. | Ritirato/Non class. | Squalificato | '-' Dato non disp. | Grassetto – Pole position Corsivo – Giro più veloce |

#### Moto2
| 2011 | Classe | Moto   |   |   |    |   |    |   |   |   |     |    |     |   |   |   |   |    |    |    |  | Punti | Pos. |
| ---- | ------ | ------ | - | - | -- | - | -- | - | - | - | --- | -- | --- | - | - | - | - | -- | -- | -- |  | ----- | ---- |
| 2011 | Moto2  | Tech 3 | 9 | 4 | 29 | 9 | 19 | 2 | 3 | 3 | Rit | NE | Rit | 4 | 6 | 6 | 7 | 18 | NQ | 23 |  | 121   | 7º   |

| 2012 | Classe | Moto   |   |    |    |   |    |   |   |   |   |    |    |   |   |   |     |   |    |    |  | Punti | Pos. |
| ---- | ------ | ------ | - | -- | -- | - | -- | - | - | - | - | -- | -- | - | - | - | --- | - | -- | -- |  | ----- | ---- |
| 2012 | Moto2  | Tech 3 | 9 | 11 | 10 | 9 | 12 | 7 | 6 | 7 | 4 | NE | 15 | 8 | 8 | 5 | Rit | 7 | 11 | 16 |  | 112   | 9º   |

| 2019 | Classe | Moto  |  |  |  |  |  |  |  |  |  |  |  |     |  |  |  |  |  |  |  | Punti | Pos. |
| ---- | ------ | ----- |  |  |  |  |  |  |  |  |  |  |  | --- |  |  |  |  |  |  |  | ----- | ---- |
| 2019 | Moto2  | Kalex |  |  |  |  |  |  |  |  |  |  |  | Rit |  |  |  |  |  |  |  | 0     |      |

| Legenda | 1º posto        | 2º posto            | 3º posto            | A punti      | Senza punti        | Grassetto – Pole position Corsivo – Giro più veloce |
| Legenda | Gara non valida | Non qual./Non part. | Ritirato/Non class. | Squalificato | '-' Dato non disp. | Grassetto – Pole position Corsivo – Giro più veloce |

#### MotoGP
| 2013 | Classe | Moto   |     |    |    |   |   |   |   |   |     |   |     |   |    |   |   |   |   |   |  | Punti | Pos. |
| ---- | ------ | ------ | --- | -- | -- | - | - | - | - | - | --- | - | --- | - | -- | - | - | - | - | - |  | ----- | ---- |
| 2013 | MotoGP | Yamaha | Rit | 12 | 10 | 9 | 9 | 6 | 9 | 6 | Rit | 8 | Rit | 9 | 11 | 7 | 7 | 6 | 8 | 7 |  | 116   | 10º  |

| 2014 | Classe | Moto   |     |   |   |   |    |     |    |   |    |   |   |    |   |   |   |   |   |    |  | Punti | Pos. |
| ---- | ------ | ------ | --- | - | - | - | -- | --- | -- | - | -- | - | - | -- | - | - | - | - | - | -- |  | ----- | ---- |
| 2014 | MotoGP | Yamaha | Rit | 5 | 7 | 8 | 10 | Rit | 10 | 8 | 19 | 6 | 9 | 22 | 7 | 5 | 9 | 3 | 5 | 14 |  | 121   | 8º   |

| 2015 | Classe | Moto   |   |   |   |   |   |   |   |   |   |   |   |   |   |   |   |    |   |   |  | Punti | Pos. |
| ---- | ------ | ------ | - | - | - | - | - | - | - | - | - | - | - | - | - | - | - | -- | - | - |  | ----- | ---- |
| 2015 | MotoGP | Yamaha | 8 | 6 | 6 | 8 | 6 | 5 | 5 | 7 | 6 | 6 | 7 | 7 | 2 | 8 | 7 | 10 | 4 | 6 |  | 181   | 6º   |

| 2016 | Classe | Moto   |   |   |    |    |     |   |     |    |    |   |     |     |     |     |    |   |    |   |  | Punti | Pos. |
| ---- | ------ | ------ | - | - | -- | -- | --- | - | --- | -- | -- | - | --- | --- | --- | --- | -- | - | -- | - |  | ----- | ---- |
| 2016 | MotoGP | Yamaha | 8 | 8 | 17 | 12 | Rit | 7 | Rit | 13 | 13 | 9 | Rit | Inf | Inf | Inf | 13 | 8 | 14 | 9 |  | 62    | 17º  |

| 2017 | Classe | Moto |    |    |    |    |    |    |    |     |    |     |    |    |    |    |    |    |    |    |  | Punti | Pos. |
| ---- | ------ | ---- | -- | -- | -- | -- | -- | -- | -- | --- | -- | --- | -- | -- | -- | -- | -- | -- | -- | -- |  | ----- | ---- |
| 2017 | MotoGP | KTM  | 17 | 15 | 16 | 14 | 13 | 20 | NP | Rit | 14 | Rit | 18 | 17 | 10 | 19 | 17 | 10 | 12 | 11 |  | 29    | 21º  |

| 2018 | Classe | Moto |    |     |    |    |    |    |     |    |    |     |    |    |    |    |    |    |    |    |   | Punti | Pos. |
| ---- | ------ | ---- | -- | --- | -- | -- | -- | -- | --- | -- | -- | --- | -- | -- | -- | -- | -- | -- | -- | -- | - | ----- | ---- |
| 2018 | MotoGP | KTM  | 18 | Rit | 16 | 13 | 14 | 14 | Rit | 17 | 10 | Rit | 14 | AN | 16 | 13 | 15 | 12 | 10 | 15 | 8 | 38    | 18º  |

| 2019 | Classe | Moto    |     |  |  |    |  |  |     |  |  |  |  |  |  |    |  |  |  |  |  | Punti | Pos. |
| ---- | ------ | ------- | --- |  |  | -- |  |  | --- |  |  |  |  |  |  | -- |  |  |  |  |  | ----- | ---- |
| 2019 | MotoGP | Aprilia | Rit |  |  | 17 |  |  | Rit |  |  |  |  |  |  | 19 |  |  |  |  |  | 0     |      |

| 2020 | Classe | Moto    |    |    |    |    |    |    |    |    |    |     |    |    |  |  |  |  |  |  |  | Punti | Pos. |
| ---- | ------ | ------- | -- | -- | -- | -- | -- | -- | -- | -- | -- | --- | -- | -- |  |  |  |  |  |  |  | ----- | ---- |
| 2020 | MotoGP | Aprilia | NE | 15 | 12 | 17 | 13 | 19 | 19 | 13 | 16 | Rit | 19 | 15 |  |  |  |  |  |  |  | 12    | 21º  |

| Legenda | 1º posto        | 2º posto            | 3º posto            | A punti      | Senza punti        | Grassetto – Pole position Corsivo – Giro più veloce |
| Legenda | Gara non valida | Non qual./Non part. | Ritirato/Non class. | Squalificato | '-' Dato non disp. | Grassetto – Pole position Corsivo – Giro più veloce |

#### MotoE
| 2019 | Classe | Moto     |   |   |    |   |   |   |  |  |  |  | Punti | Pos. |
| ---- | ------ | -------- | - | - | -- | - | - | - |  |  |  |  | ----- | ---- |
| 2019 | MotoE  | Energica | 2 | 3 | 12 | 8 | 2 | 2 |  |  |  |  | 88    | 2º   |

| 2022 | Classe | Moto     |     |     |     |     |     |     |   |    |     |    |    |    |  |  | Punti | Pos. |
| ---- | ------ | -------- | --- | --- | --- | --- | --- | --- | - | -- | --- | -- | -- | -- |  |  | ----- | ---- |
| 2022 | MotoE  | Energica | Inf | Inf | Inf | Inf | Inf | Inf | 8 | 17 | Rit | NP | 12 | 16 |  |  | 12    | 18º  |

| Legenda | 1º posto        | 2º posto            | 3º posto            | A punti      | Senza punti        | Grassetto – Pole position Corsivo – Giro più veloce |
| Legenda | Gara non valida | Non qual./Non part. | Ritirato/Non class. | Squalificato | '-' Dato non disp. | Grassetto – Pole position Corsivo – Giro più veloce |

### Campionato mondiale Supersport
| 2022 | Moto   |  |  |  |  |  |  |  |  |  |  |  |  |  |  |  |  |  |  |    |     |  |  |  |  | Punti | Pos. |
| ---- | ------ |  |  |  |  |  |  |  |  |  |  |  |  |  |  |  |  |  |  | -- | --- |  |  |  |  | ----- | ---- |
| 2022 | Yamaha |  |  |  |  |  |  |  |  |  |  |  |  |  |  |  |  |  |  | 14 | Rit |  |  |  |  | 2     | 33º  |

| Legenda | 1º posto        | 2º posto            | 3º posto           | A punti      | Senza punti        | Grassetto – Pole position Corsivo – Giro più veloce |
| Legenda | Gara non valida | Non qual./Non part. | Ritirato/Non class | Squalificato | '-' Dato non disp. | Grassetto – Pole position Corsivo – Giro più veloce |